# Mikael Saglimbeni
Mikael Carmelo Saglimbeni (nascido em 22 de novembro de 1940) é um ex-ciclista etiopiano.
Nas Olimpíadas de Tóquio 1964, competiu na prova individual do ciclismo de estrada e terminou em 79º. Ficou com a 26ª colocação no contrarrelógio por equipes (100 km). Também defendeu as cores da Etiópia na Cidade do México 1968.